# Titidius urucu
Titidius urucu là một loài nhện trong họ Thomisidae.
Loài này thuộc chi Titidius. Titidius urucu được miêu tả năm 1996 bởi Esmerio & Lise.